# Липский, Анджей
Анджей Липский (1572, окрестности Любачува — 4 сентября 1631, Краков) — римско-католический и государственный деятель Речи Посполитой, епископ луцкий (1617—1623), куявский (1623—1630) и краковский (1630—1631), подканцлер коронный (1618—1620), канцлер великий коронный (1620—1623), юрист и историк.

## Биография
Представитель польского шляхетского рода Липских герба «Грабе». Сын кальвиниста Ян Липского и Регины Семяковской. Воспитывался кальвинистском духе. После обучения в Польше отправился за границу. Изучал право в Страсбургском и Гейдельбергском университетах. В 1592 году получил степень юриста. Позднее перешел в католицизм.
Летом 1596 года при поддержке Р. Тулицкого получил должность писаря в королевской канцелярии, а также асессора королевского суда. В 1599 году Анджей Липский был рукоположен в священники.
В качестве секретаря королевского (с 1601 года) Анджей Липский был послом на имперский сейм в Регенсбурге и исполнял различные дипломатические функции. В 1602 году он уехал в Рим, где 14 апреля 1605 года получил степень доктора римского канонического права. После возвращения в Польшу стал кустошем гнезненским и плоцким, каноником и схоластиком краковским. В 1617 году он получил сан епископа луцкого. В 1618 году Анджей Липский был назначен подканцлером коронным, в 1620 году после смерти Станислава Жолкевского занял должность канцлера великого коронного. В 1623 году он стал епископом куявским, а в 1630 году был назначен епископом краковским.
Автор юридических учебников и книг и истории правления короля Сигизмунда III Вазы. Основатель монастыря реформатов во Вроцлавеке. Ингресс на должность епископа краковского состоялся 28 апреля 1631 года в Вавельском кафедральном соборе. Благоволил иезуитам в спорах с Краковской Академией. В Вавельском соборе перестроил часовню Святого Мацея и Святого Матеуша (сегодня называется часовней Липского), в которой он был похоронен после смерти 4 сентября 1631 года.